# Magatzems Figueras
Els Magatzems Figueras són un edifici situat a l'Avinguda de València, 84 de Molins de Rei (Baix Llobregat), inclòs en l'Inventari del Patrimoni Arquitectònic Català.

## Descripció
Construcció modernista de planta i pis. La primera està formada per una gran porta emmarcada per una quasi circumferència, a l'interior de la qual hi ha un altre marc de forma rectangular amb els cantons treballats. A costat i costat hi ha finestres ovulades amb reixa.
El pis té tres petites finestres de forma arquejada a la part central amb un plafó de ceràmica a la part interior. El conjunt de l'edifici està emmarcat per una mena d'arc que ala part superior central acaba amb un petit cos on la figura data del 1916 en ceràmica. La coberta és a 2 aigües perpendiculars a la façana, amb decoració de ceràmica a l'extrem.

## Història
Fou projectat el 1916 per l'arquitecte Modest Feu i Estrada.